# Roy Plunkett
Roy J. Plunkett (* 26. Juni 1910 in Orange County, Kalifornien; † 12. Mai 1994 in Corpus Christi, Texas) war ein US-amerikanischer Chemiker, der  1938 das Polymer Polytetrafluorethylen (PTFE) entwickelte. PTFE wurde in Folge unter dem Handelsnamen Teflon der Firma DuPont weltweit bekannt.

## Leben
Roy Plunkett wurde am 26. Juni 1910 in Orange County, Kalifornien, geboren. Er zog später nach New Carlisle, Ohio, und dann nach Pleasant Hill, Ohio, wo er auf die Newton High School ging. Er studierte am Manchester College, Indiana (BA chemistry 1932) und an der Ohio State University (Ph. D. chemistry 1936). Im Jahr 1936 wurde er von der Firma „E. I. du Pont de Nemours and Company“ als forschender Chemiker für das Jackson Laboratory in Deepwater, New Jersey, angeworben. 
Am 6. April 1938 überprüfte Plunkett einen gefrorenen und unter Druck stehenden Behälter mit 45 Kilogramm Tetrafluorethylen Inhalt, der für die Herstellung von FCKW-Kühlmittel verwendet wurde. Als er den Behälter öffnete, um eine Menge des Tetrafluorethylens mit Chlorwasserstoff zum Fluorchlorkohlenwasserstoff umzusetzen, stellte er fest, dass nichts aus dem Behälter herauskam. Die Druckmessgeräte zeigten keinen Überdruck mehr an. Demnach hätte der Inhalt entwichen sein müssen. Eine Wägung zeigte jedoch noch das gleiche Gewicht wie am Vortag. Als er den Behälter genauer untersuchte, entdeckte er ein weißes, wachsartiges Pulver, das sich gebildet hatte und sich vorher nicht im Behälter befand. Das Tetrafluorethylen im Behälter hatte sich durch Polymerisation in Polytetrafluorethylen (Teflon) umgewandelt, einen wächsernen Feststoff mit erstaunlichen Eigenschaften wie Korrosionsresistenz, geringer Oberflächenhaftung und hoher Hitzebeständigkeit. Am 4. Februar 1941 erhielt der Erfinder das US-Patent Nummer 2,230,654 ausgestellt.
Des Weiteren war Plunkett als Chefchemiker an der Herstellung des Benzinadditivs Tetraethylblei beteiligt (1939 bis 1952, DuPont Chambers Works). Danach leitete er die Freon-Produktion bei DuPont, bis er 1975 in den Ruhestand ging. Er wurde 1973 in die Hall of Fame der Kunststoffe und 1985 in die Hall of Fame der Erfinder aufgenommen. Plunkett starb am 12. Mai 1994 im Alter von 83 Jahren.
Zu Ehren von Roy Plunkett verleiht DuPont bzw. Chemours seit 1988 die Plunkett Awards.